# Bohdan Bondarenko
Bohdan Wiktorowycz Bondarenko (ukr. Богдан Вікторович Бондаренко; ur. 30 sierpnia 1989 w Charkowie) – ukraiński lekkoatleta specjalizujący się w skoku wzwyż.

## Kariera
Pierwszy międzynarodowy sukces w karierze odniósł latem 2005 zdobywając srebrny medal olimpijskiego festiwalu młodzieży Europy. W 2006 zdobył brązowy medal mistrzostw świata juniorów w Pekinie oraz wygrał rozgrywaną w Salonikach gimnazjadę. Na dziewiątym miejscu zakończył start w mistrzostwach Europy juniorów w 2007. Podczas rozgrywanych w lipcu 2008 w Bydgoszczy mistrzostw świata juniorów wywalczył złoty medal. Podczas halowych mistrzostw Europy w Turynie (2009) zajął dziewiąte miejsce. W 2011 roku zdobył złote medale mistrzostw Europy młodzieżowców (zawodników do lat 23) i uniwersjady oraz nie awansował do finału mistrzostw świata w Daegu. W sezonie 2012 zajął jedenaste miejsce w finale mistrzostw Europy oraz był siódmy na igrzyskach olimpijskich w Londynie. 4 lipca 2013 w Lozannie podczas mityngu Athletissima 2013 uzyskał wynik 2,41 m stając się drugim w XXI wieku (po Katarczyku Mutazzie Barszimie, który sztuki tej dokonał 1 czerwca 2013 w Eugene), zawodnikiem który w sezonie letnim uzyskał rezultat powyżej 2,40 m. Podczas tych zawodów Ukrainiec atakował jeszcze, bezskutecznie, nowy rekord świata (2,46 m). 15 sierpnia 2013 w Moskwie zdobył, z wynikiem 2,41 m, tytuł mistrza świata i ponownie atakował poprzeczkę zawieszoną na wysokości 2,46 m. Zwycięzca łącznej punktacji Diamentowej Ligi 2013 w skoku wzwyż. Na koniec sezonu 2013 został wybrany najlepszym lekkoatletą w Europie oraz triumfował w plebiscycie Track & Field Athlete of the Year. Mistrz Europy z Zurychu (2014). Podczas mistrzostw świata w Pekinie zdobył srebrny medal ex-aequo ze Zhangiem Guowei. W 2016 w Rio de Janeiro Ukrainiec wywalczył brązowy medal olimpijski. Rok później na mistrzostwach świata w Londynie zajął 9. miejsce.
Reprezentant Ukrainy w meczach międzypaństwowych, drużynowych mistrzostwach Europy oraz medalista mistrzostw kraju w różnych kategoriach wiekowych.
Rekord życiowy: stadion – 2,42 m (14 czerwca 2014, Nowy Jork), wyrównany rekord Europy oraz trzeci wynik w historii światowej lekkoatletyki; hala – 2,27 m (4 lutego 2009, Łódź i 6 marca 2009, Turyn).

## Osiągnięcia
| Rok  | Impreza                                 | Miejsce            | Pozycja           | Wynik |
| ---- | --------------------------------------- | ------------------ | ----------------- | ----- |
| 2005 | Olimpijski festiwal młodzieży Europy    | Lignano Sabbiadoro | 2. miejsce        | 2,12  |
| 2006 | Gimnazjada                              | Saloniki           | 1. miejsce        | 2,20  |
| 2006 | Mistrzostwa świata juniorów             | Pekin              | 3. miejsce        | 2,26  |
| 2007 | Mistrzostwa Europy juniorów             | Hengelo            | 9. miejsce        | 2,14  |
| 2008 | Mistrzostwa świata juniorów             | Bydgoszcz          | 1. miejsce        | 2,26  |
| 2009 | Halowe mistrzostwa Europy               | Turyn              | 9. miejsce        | 2,20  |
| 2011 | Młodzieżowe mistrzostwa Europy          | Ostrawa            | 1. miejsce        | 2,30  |
| 2011 | Uniwersjada                             | Shenzhen           | 1. miejsce        | 2,28  |
| 2011 | Mistrzostwa świata                      | Daegu              | el. – 15. miejsce | 2,28  |
| 2012 | Mistrzostwa Europy                      | Helsinki           | 11. miejsce       | 2,15  |
| 2012 | Igrzyska olimpijskie                    | Londyn             | 7. miejsce        | 2,29  |
| 2013 | Superliga drużynowych mistrzostw Europy | Gateshead          | 1. miejsce        | 2,28  |
| 2013 | Mistrzostwa świata                      | Moskwa             | 1. miejsce        | 2,41  |
| 2014 | Mistrzostwa Europy                      | Zurych             | 1. miejsce        | 2,35  |
| 2014 | Puchar interkontynentalny               | Marrakesz          | 1. miejsce        | 2,37  |
| 2015 | Mistrzostwa świata                      | Pekin              | 2. miejsce        | 2,33  |
| 2016 | Igrzyska olimpijskie                    | Rio de Janeiro     | 3. miejsce        | 2,33  |
| 2017 | Mistrzostwa świata                      | Londyn             | 9. miejsce        | 2,25  |
| 2019 | Mistrzostwa świata                      | Doha               | el. –             | NH    |